# Yoldas Gündogdu
Yoldaş Gündoğdu (* 3. September 1995 in Salzburg, Österreich) ist ein schweizerisch-kurdischer Podcaster, Regisseur und Drehbuchautor. Bekannt wurde er als Mitgründer und Co-Moderator des Podcasts Kurds & Bündig, der 2024 als Suisse Podcast Of The Year ausgezeichnet wurde. Gündoğdu lebt in Zürich und ist als Filmemacher an mehreren Kurz- und Dokumentarfilmprojekten beteiligt.

## Leben
Seine Eltern stammen aus der kurdischen Region der Türkei. Aufgrund politischer Verfolgung – insbesondere der politischen Aktivität seiner Mutter – floh die Familie Mitte der 1990er-Jahre in die Schweiz, wo sie im Kanton Zürich sesshaft wurde.
Gündoğdu wuchs in Winterthur auf und besuchte dort die Schule. Als Teenager erhielt er die Schweizer Staatsbürgerschaft. Nach einer abgeschlossenen Lehre als Detailhandelsfachmann arbeitete er zunächst im Verkauf, bevor er sich zunehmend für audiovisuelle Medien interessierte. Früh begann er, sich mit gesellschaftlichen Fragen wie Zugehörigkeit, Ausgrenzung und kultureller Identität auseinanderzusetzen – Themen, die auch später in seinen kreativen Projekten eine zentrale Rolle einnahmen.
Obwohl Gündoğdu schon in jungen Jahren erste Kurzfilme drehte, sieht er seine spätere Entwicklung als Autor, Podcaster und Regisseur stärker als Reaktion auf seine persönliche Geschichte: das Aufwachsen in einer postmigrantischen Realität, die Erfahrung struktureller Ausgrenzung und der Wunsch, gesellschaftliche Narrative aktiv mitzugestalten. In Interviews spricht er offen über seine Erfahrungen mit Depressionen und das Bedürfnis, tabuisierte Themen wie psychische Gesundheit im öffentlichen Raum zu entstigmatisieren.
Seit 2023 lebt Gündoğdu in Zürich und studiert Film an der Zürcher Hochschule der Künste (ZHdK). Parallel zu seinem Studium realisiert er eigene Film- und Podcastprojekte, in denen er postmigrantische Perspektiven, kurdische Identität und soziale Fragen thematisiert.

## Karriere

### Podcast:Kurds & Bündig
Im Jahr 2022 gründete Gündoğdu gemeinsam mit Serhat Koca den Podcast Kurds & Bündig. Das Format behandelt gesellschaftliche, kulturelle und persönliche Themen aus der Sicht junger Menschen mit Migrationsgeschichte. Der Podcast entwickelte sich zu einem der meistgehörten der Schweiz. 2024 wurde er mit dem Hauptpreis der Suisse Podcast Awards ausgezeichnet.

### Fernsehen und Film
Im Juni 2024 erhielten Gündoğdu und Koca eine eigene TV-Show: Kurds im Ohr, eine Comedy-/Reality-Show auf Joyn und ProSieben Schweiz. In der Sendung absolvieren sie soziale Experimente mit versteckter Kamera, begleitet durch Funkanweisungen.
Gleichzeitig begann Gündoğdu ein Filmstudium an der Zürcher Hochschule der Künste. Als Regisseur und Drehbuchautor realisierte er mehrere Kurz- & Dokumentarfilme, darunter Fatherhood (2024). Der Kurzspielfilm Handyhimmel sowie der Dokumentarfilm Balkiz – Das Honigmädchen befinden sich in Produktion bzw. Postproduktion.

## Werke (Auswahl)
- Podcast: Kurds & Bündig (seit 2022)
- Fernsehen: Kurds im Ohr (Joyn/ProSieben Schweiz, 2024)
- Kurzfilme:
  - Augenblick (2015)
  - Handyhimmel (in Produktion)
  - DERDO (in Produktion)
- Dokumentarfilm:
  - Fatherhood (2024)
  - Balkiz – Das Honigmädchen (Postproduktion)
- Musikvideos:
  - Amin – Samra (Regie unter Pseudonym Yosh Negroni, 2023)[13]
  - Karussell – Azet & Zuna (Regie unter Pseudonym Yosh Negroni, 2023)[14]
  - KMN – Azet & Zuna (Regie unter Pseudonym Yosh Negroni, 2023)[15]

## Auszeichnungen
- 2015: 3. Platz, Schweizer Jugendfilmtage (Augenblick)[16]
- 2024: Podcast of the Year – Suisse Podcast Awards (Kurds & Bündig)[17]